# محوطه و بنای امامزاده ابراهیم
محوطه و بنای امامزاده ابراهیم مربوط به دوره صفوی است و در شهرستان کهگیلویه، بخش چاروسا، روستای گل زرینی واقع شده و این اثر در تاریخ ۲۴ فروردین ۱۳۸۲ با شمارهٔ ثبت ۸۳۲۹ به‌عنوان یکی از آثار ملی ایران به ثبت رسیده است.